# James Bond (krantenstrip)
James Bond is een Britse stripreeks die van 1958 tot en met 1984 werd gepubliceerd in Britse kranten, maar ook buiten het Verenigd Koninkrijk, zoals in de Nederlandse krant Het Parool.

## Achtergrond
Al in 1957 benaderde het Engelse dagblad Daily Express de schrijver Ian Fleming met het plan om een dagelijkse krantenstrip te maken van diens creatie James Bond. De Australische tekenaar John McLusky werd gevraagd om een gezicht te geven aan de romanfiguur James Bond. McLusky zou tot 1966 dertien Bond-boeken tot stripverhaal bewerken. Vervolgens werd het tekenwerk overgenomen door Yaroslav Horak (Larry Horak) die drieëndertig verhalen zou tekenen. De meeste scenario’s werden geschreven door Henry Gammidge en Jim Lawrence. Daar waren, naast de verstripte boeken van Fleming, ook nieuwe verhalen bij.
In 1977 stopte Daily Express met de serie, maar er werden vervolgens tot en met 1984 nog dertien verhalen gemaakt voor de internationale markt, waarvan vijf opnieuw werden getekend door John McLusky en één door de tekenaar Harry North.

## Verhalen
| Stripverhalen van James Bond | Stripverhalen van James Bond    | Stripverhalen van James Bond | Stripverhalen van James Bond | Stripverhalen van James Bond | Stripverhalen van James Bond                                   |   |               |              |              |      |                                                           |
| Nr.                          | Titel                           | Tekenaar                     | Scenarist                    | Jaar van publicatie          | Verzamelbundel The Complete James Bond (Titan Books)           |   |               |              |              |      |                                                           |
| ---------------------------- | ------------------------------- | ---------------------------- | ---------------------------- | ---------------------------- | -------------------------------------------------------------- | - | ------------- | ------------ | ------------ | ---- | --------------------------------------------------------- |
| Nr.                          | Titel                           | Tekenaar                     | Scenarist                    | Jaar van publicatie          | Verzamelbundel The Complete James Bond (Titan Books)           | 1 | Casino Royale | John McLusky | Anthony Hern | 1958 | Dr No – The Classic Comic Strip Collection 1958–60 (2016) |
| 2                            | Live and Let Die                | John McLusky                 | Henry Gammidge               | 1958-1959                    |                                                                |   |               |              |              |      | Dr No – The Classic Comic Strip Collection 1958–60 (2016) |
| 3                            | Moonraker                       | John McLusky                 | Henry Gammidge               | 1959                         |                                                                |   |               |              |              |      | Dr No – The Classic Comic Strip Collection 1958–60 (2016) |
| 4                            | Diamonds Are Forever            | John McLusky                 | Henry Gammidge               | 1959-1960                    |                                                                |   |               |              |              |      | Dr No – The Classic Comic Strip Collection 1958–60 (2016) |
| 5                            | From Russia, with Love          | John McLusky                 | Henry Gammidge               | 1960                         |                                                                |   |               |              |              |      | Dr No – The Classic Comic Strip Collection 1958–60 (2016) |
| 6                            | Dr. No                          | John McLusky                 | Peter O'Donnell              | 1960                         |                                                                |   |               |              |              |      | Dr No – The Classic Comic Strip Collection 1958–60 (2016) |
| 7                            | Goldfinger                      | John McLusky                 | Henry Gammidge               | 1960-1961                    | Goldfinger - The Classic Comic Strip Collection 1960-66 (2017) |   |               |              |              |      |                                                           |
| 8                            | Risico                          | John McLusky                 | Henry Gammidge               | 1961                         | Goldfinger - The Classic Comic Strip Collection 1960-66 (2017) |   |               |              |              |      |                                                           |
| 9                            | From a View to a Kill           | John McLusky                 | Henry Gammidge               | 1961                         | Goldfinger - The Classic Comic Strip Collection 1960-66 (2017) |   |               |              |              |      |                                                           |
| 10                           | For Your Eyes Only              | John McLusky                 | Henry Gammidge               | 1961                         | Goldfinger - The Classic Comic Strip Collection 1960-66 (2017) |   |               |              |              |      |                                                           |
| 11                           | Thunderball                     | John McLusky                 | Henry Gammidge               | 1961-1962                    | Spectre - The Complete Comic Strip Collection (2015)           |   |               |              |              |      |                                                           |
| 12                           | On Her Majesty's Secret Service | John McLusky                 | Henry Gammidge               | 1964-1965                    | Spectre - The Complete Comic Strip Collection (2015)           |   |               |              |              |      |                                                           |
| 13                           | You Only Live Twice             | John McLusky                 | Henry Gammidge               | 1965-1966                    | Spectre - The Complete Comic Strip Collection (2015)           |   |               |              |              |      |                                                           |
| 14                           | The Man with the Golden Gun     | Yaroslav Horak               | Jim Lawrence                 | 1966                         | Goldfinger - The Classic Comic Strip Collection 1960-66 (2017) |   |               |              |              |      |                                                           |
| 15                           | The Living Daylights            | Yaroslav Horak               | Jim Lawrence                 | 1966                         | Goldfinger - The Classic Comic Strip Collection 1960-66 (2017) |   |               |              |              |      |                                                           |
| 16                           | Octopussy                       | Yaroslav Horak               | Jim Lawrence                 | 1966-1967                    | Octopussy - The Classic Comic Strip Collection 1966-69 (2017)  |   |               |              |              |      |                                                           |
| 17                           | The Hildebrand Rarity           | Yaroslav Horak               | Jim Lawrence                 | 1967                         | Octopussy - The Classic Comic Strip Collection 1966-69 (2017)  |   |               |              |              |      |                                                           |
| 18                           | The Spy Who Loved Me            | Yaroslav Horak               | Jim Lawrence                 | 1967-1968                    | Spectre - The Complete Comic Strip Collection (2015)           |   |               |              |              |      |                                                           |
| 19                           | The Harpies                     | Yaroslav Horak               | Jim Lawrence                 | 1968-1969                    | Octopussy - The Classic Comic Strip Collection 1966-69 (2017)  |   |               |              |              |      |                                                           |
| 20                           | River of Death                  | Yaroslav Horak               | Jim Lawrence                 | 1969                         | Octopussy - The Classic Comic Strip Collection 1966-69 (2017)  |   |               |              |              |      |                                                           |
| 21                           | Colonel Sun                     | Yaroslav Horak               | Jim Lawrence                 | 1969-1970                    |                                                                |   |               |              |              |      |                                                           |
| 22                           | The Golden Ghost                | Yaroslav Horak               | Jim Lawrence                 | 1970-1971                    |                                                                |   |               |              |              |      |                                                           |
| 23                           | Fear Face                       | Yaroslav Horak               | Jim Lawrence                 | 1971                         |                                                                |   |               |              |              |      |                                                           |
| 24                           | Double Jeopardy                 | Yaroslav Horak               | Jim Lawrence                 | 1971                         |                                                                |   |               |              |              |      |                                                           |
| 25                           | Starfire                        | Yaroslav Horak               | Jim Lawrence                 | 1971                         |                                                                |   |               |              |              |      |                                                           |
| 26                           | Trouble Spot                    | Yaroslav Horak               | Jim Lawrence                 | 1971-1972                    |                                                                |   |               |              |              |      |                                                           |
| 27                           | Isle of Condors                 | Yaroslav Horak               | Jim Lawrence                 | 1972                         |                                                                |   |               |              |              |      |                                                           |
| 28                           | The League of Vampires          | Yaroslav Horak               | Jim Lawrence                 | 1972-1973                    |                                                                |   |               |              |              |      |                                                           |
| 29                           | Die with My Boots               | Yaroslav Horak               | Jim Lawrence                 | 1973                         |                                                                |   |               |              |              |      |                                                           |
| 30                           | The Girl Machine                | Yaroslav Horak               | Jim Lawrence                 | 1973                         |                                                                |   |               |              |              |      |                                                           |
| 31                           | Beware of Butterflies           | Yaroslav Horak               | Jim Lawrence                 | 1973-1974                    |                                                                |   |               |              |              |      |                                                           |
| 32                           | The Nevsky Nude                 | Yaroslav Horak               | Jim Lawrence                 | 1974                         |                                                                |   |               |              |              |      |                                                           |
| 33                           | The Phoenix Project             | Yaroslav Horak               | Jim Lawrence                 | 1974-1975                    |                                                                |   |               |              |              |      |                                                           |
| 34                           | The Black Ruby Caper            | Yaroslav Horak               | Jim Lawrence                 | 1975                         |                                                                |   |               |              |              |      |                                                           |
| 35                           | Till Death Do Us Apart          | Yaroslav Horak               | Jim Lawrence                 | 1975                         |                                                                |   |               |              |              |      |                                                           |
| 36                           | The Torch-Time Affair           | Yaroslav Horak               | Jim Lawrence                 | 1975-1976                    |                                                                |   |               |              |              |      |                                                           |
| 37                           | Hot-Shot                        | Yaroslav Horak               | Jim Lawrence                 | 1976                         |                                                                |   |               |              |              |      |                                                           |
| 38                           | Nightbird                       | Yaroslav Horak               | Jim Lawrence                 | 1976                         |                                                                |   |               |              |              |      |                                                           |
| 39                           | Ape of Diamonds                 | Yaroslav Horak               | Jim Lawrence                 | 1976-1977                    |                                                                |   |               |              |              |      |                                                           |
| 40                           | When the Wizard Awakes          | Yaroslav Horak               | Jim Lawrence                 | 1977                         |                                                                |   |               |              |              |      |                                                           |
| 41                           | Sea Dragon                      | Yaroslav Horak               | Jim Lawrence                 | 1977                         |                                                                |   |               |              |              |      |                                                           |
| 42                           | Death Wing                      | Yaroslav Horak               | Jim Lawrence                 | 1977-1978                    |                                                                |   |               |              |              |      |                                                           |
| 43                           | The Xanadu Connection           | Yaroslav Horak               | Jim Lawrence                 | 1978                         |                                                                |   |               |              |              |      |                                                           |
| 44                           | Shark Bait                      | Yaroslav Horak               | Jim Lawrence                 | 1978-1979                    |                                                                |   |               |              |              |      |                                                           |
| 45                           | Doomcrack                       | Harry North                  | Jim Lawrence                 | 1981                         |                                                                |   |               |              |              |      |                                                           |
| 46                           | The Paradise Plot               | John McLusky                 | Jim Lawrence                 | 1981-1982                    |                                                                |   |               |              |              |      |                                                           |
| 47                           | Deathmask                       | John McLusky                 | Jim Lawrence                 | 1982-1983                    |                                                                |   |               |              |              |      |                                                           |
| 48                           | Flittermouse                    | John McLusky                 | Jim Lawrence                 | 1983                         |                                                                |   |               |              |              |      |                                                           |
| 49                           | Polestar                        | John McLusky                 | Jim Lawrence                 | 1983                         |                                                                |   |               |              |              |      |                                                           |
| 50                           | The Scent of Danger             | John McLusky                 | Jim Lawrence                 | 1983                         |                                                                |   |               |              |              |      |                                                           |
| 51                           | Snake Goddess                   | Yaroslav Horak               | Jim Lawrence                 | 1983-1984                    |                                                                |   |               |              |              |      |                                                           |
| 52                           | Double Eagle                    | Yaroslav Horak               | Jim Lawrence                 | 1984                         |                                                                |   |               |              |              |      |                                                           |